# Institut für Sexualwissenschaft
L'Institut für Sexualwissenschaft era un istituto privato tedesco di ricerca sessuologica, con sede a Berlino, attivo dal 1919 fino al 1933, quando fu distrutto dai nazisti con un rogo di libri (Bücherverbrennung).
Il nome può essere variamente reso in italiano come "Istituto per la ricerca sessuale", o "Istituto per la sessuologia", o "Istituto per la scienza della sessualità".

## Origini e scopi
L'istituto era situato nel parco Tiergarten di Berlino       e diretto dal dottore di origine ebrea Magnus Hirschfeld. Dal 1897 Hirschfeld, insieme ad alcuni collaboratori, aveva istituito Wissenschaftlich-humanitäres Komitee (Comitato scientifico-umanitario), che si occupava di promuovere una campagna per la promozione dei diritti degli omosessuali, osteggiati dal paragrafo 175 del codice penale tedesco, che trattava l'omosessualità maschile come un crimine. Il Comitato pubblicava inoltre il giornale Jahrbuch für sexuelle Zwischenstufen.

Hirschfeld era inoltre un ricercatore: raccolse oltre 10.000 questionari relativi alla sessualità e pubblicò i risultati nel 1914 nel suo Die Homosexualität des Mannes und des Weibes. Egli, nel corso degli anni, raccolse una immensa ed unica, per l'epoca, biblioteca sui temi dell'amore e dell'erotismo omosessuale.
L'Istituto per la ricerca sessuale venne inaugurato nel 1919 da Hirschfeld e dal suo collaboratore Arthur Kronfeld, un famoso psicoterapista e più tardi professore nella celebre clinica della Charité.

Oltre a essere una grande biblioteca per ricercatori contenente un grande archivio di documenti, l'Istituto possedeva sezioni mediche, psicologiche ed etnologiche. La struttura era dotata di un apposito consultorio. L'Istituto veniva visitato da circa 20.000 persone l'anno e forniva circa 1.800 consulti. I visitatori più indigenti venivano seguiti gratuitamente. Inoltre l'Istituto patrocinava l'educazione sessuale, la contraccezione, la cura per le malattie trasmesse sessualmente e l'emancipazione femminile, oltre ad essere un precursore assoluto dei diritti civili e l'accettazione sociale delle persone omosessuali e transgender.

## L'Istituto e il transessualismo
Magnus Hirschfeld coniò il termine transessuale identificando per primo la categoria clinica sulla quale il suo collega Harry Benjamin, lavorò successivamente negli Stati Uniti con la pubblicazione di The transsexual phenomenon. Alcune persone transgender facevano parte dello staff dell'Istituto e molte venivano per una consultazione. L'Istituto offriva diversi servizi endocrinologici e chirurgici, inclusa la prima operazione moderna di cambiamento di sesso, effettuata negli anni trenta. Hirschfeld patrocinò inoltre presso la polizia di Berlino l'abbreviazione degli arresti di travestiti sospetti di prostituzione, fino a quando l'ascesa del nazismo lo obbligò ad abbandonare la Germania.

## Periodo nazista

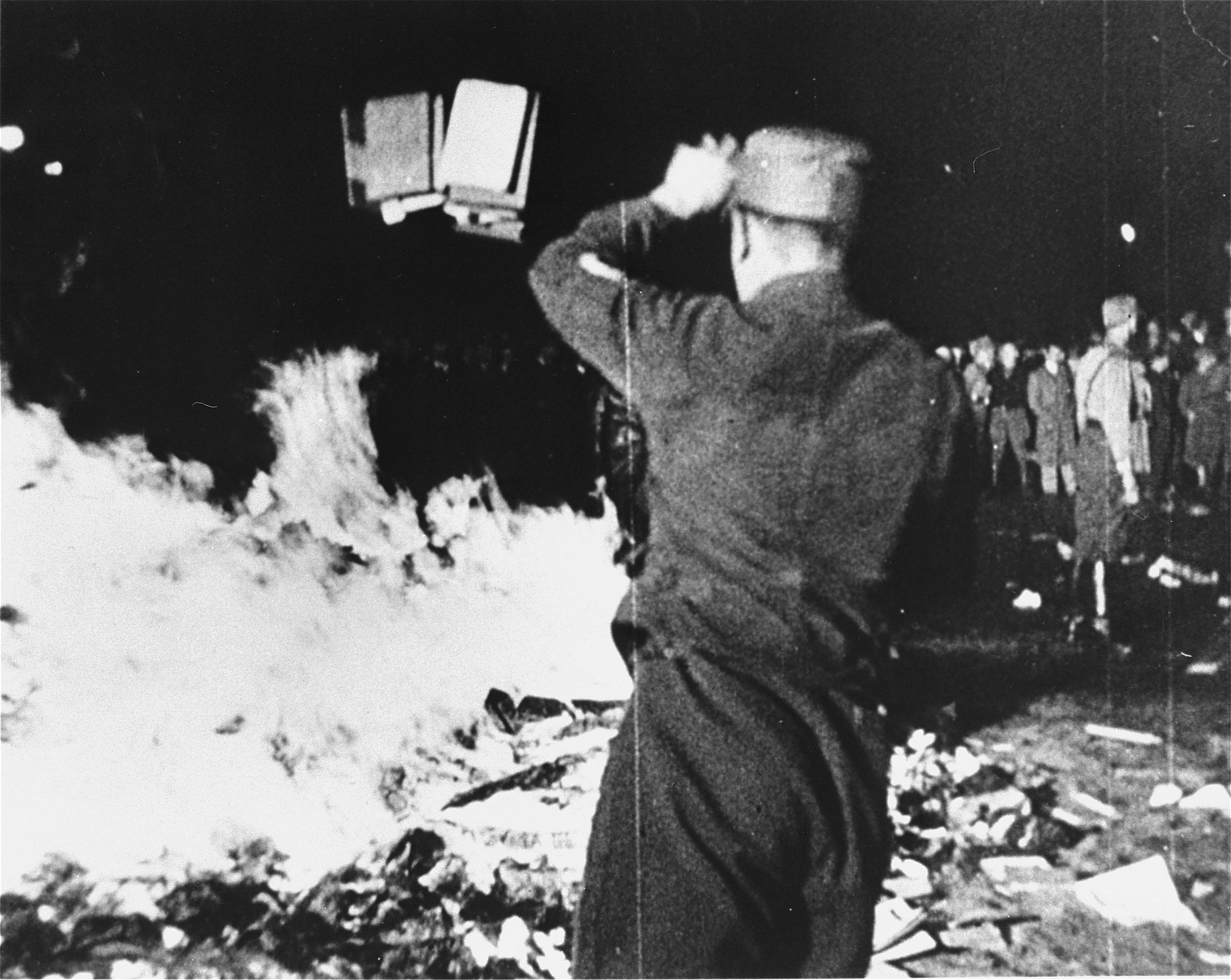
Il rogo nazista dei libri del 10 maggio 1933, tra i quali quelli sequestrati all'Istituto

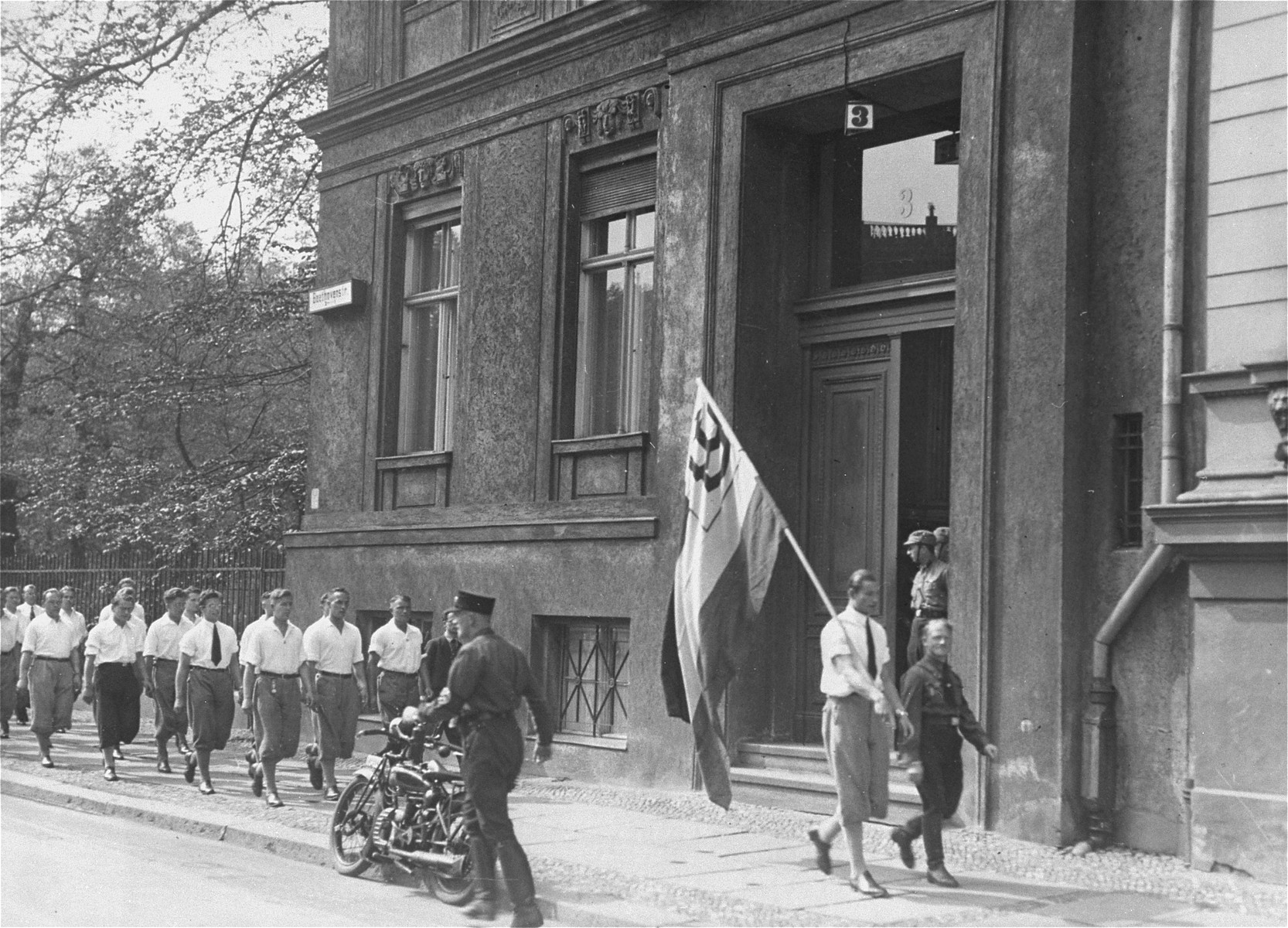
Una sfilata degli studenti tedeschi davanti all'Istituto poco prima del saccheggio del 6 maggio 1933

Alla fine di febbraio 1933, il Partito Nazionalsocialista dei Lavoratori Tedeschi lanciò una violenta purga contro i locali di ritrovo per gay, lesbiche e bisessuali, soppresse pubblicazioni omosessuali e vietò le organizzazioni gay. In conseguenza delle difficoltà a vivere liberamente, molti abbandonarono la Germania (ad esempio Erika Mann). Nel marzo 1933, Kurt Hiller, amministratore principale dell'Istituto venne deportato in un campo di concentramento.
Il 6 maggio 1933 mentre Hirschfeld era impegnato in una serie di conferenze negli Stati Uniti, la gioventù studentesca nazista del Deutsche Studentenschaft organizzò un attacco contro l'Istituto. Vennero saccheggiati 20.000 volumi, 5.000 immagini ed una lunga lista di nomi ed indirizzi di persone che erano, a diverso titolo, transitate dall'Istituto: il totale del materiale sequestrato assommava ad oltre mezza tonnellata. La notte del 10 maggio, la biblioteca e gli archivi sequestrati vennero pubblicamente bruciati sulle strade della Opernplatz. Durante il rogo Joseph Goebbels tenne un violento discorso contro la cultura «degenerata» ad una folla di 40.000 uomini e i leader del Deutsche Studentenschaft proclamarono i loro Feuersprüche ("legge del fuoco contro lo spirito non germanico"). I libri di autori ebrei delle librerie vicine all'Istituto e dell'Università Humboldt vennero altresì distrutti.
Altri piccoli roghi di libri vennero organizzati in tutta la Germania la stessa notte. Entro il 22 maggio erano stati effettuati roghi a Heidelberg, Francoforte, Gottinga, Colonia, Amburgo, Dortmund, Halle, Norimberga, Würzburg, Hannover, Münster, Königsberg, Coblenza e Salisburgo - la Gestapo sequestrò inoltre biblioteche pubbliche e private e le inviò al macero.

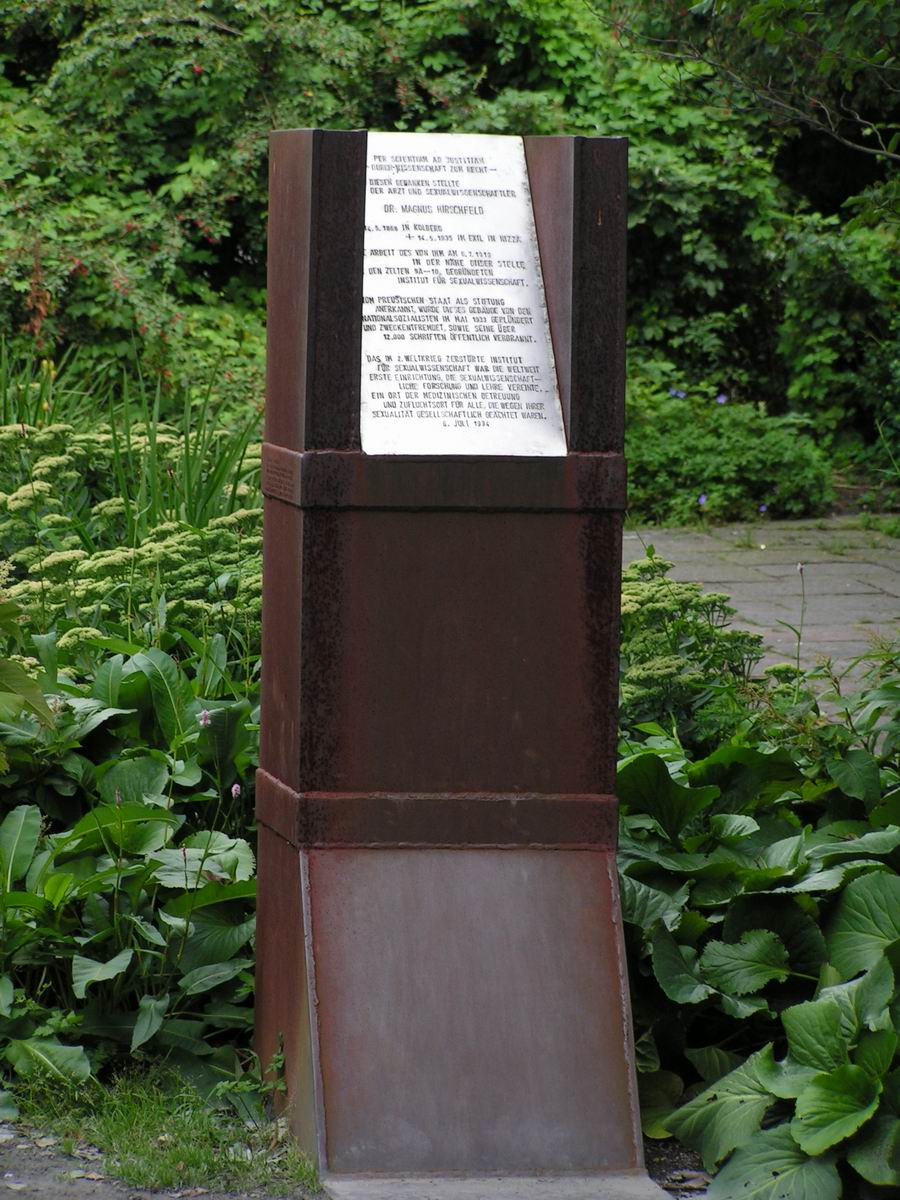
Il monumento eretto a Berlino sul luogo in cui sorgeva prima della guerra l'Institut.

Gli edifici vennero successivamente requisiti dal partito nazista e nel 1944 erano rimaste solo rovine danneggiate dai bombardamenti che vennero demolite alla metà degli anni sessanta. Hirschfeld cercò invano di rifondare l'Istituto a Parigi ma morì in Francia nel 1935. Hirschfeld lasciò nel suo testamento fondi per l'Istituto ma i beneficiari, fuggendo dalla Germania a causa delle persecuzioni, avevano distrutto i loro documenti di identità e non poterono reclamare legalmente il denaro. I frammenti rimasti della biblioteca dell'Istituto e delle ricerche di Hirschfeld vennero raccolti negli anni cinquanta da W. Dorr Legg e
ONE, Inc..
Nonostante molti abbandonassero la Germania per l'esilio, il radicale attivista Adolf Brand cercò di rimanere in Germania per altri cinque mesi dopo il rogo dei libri. Nel novembre 1933 anche Brand dovette rassegnarsi segnando la fine formale di ogni movimento di emancipazione omosessuale in Germania.
Il 28 giugno 1934 Hitler lanciò la Notte dei lunghi coltelli contro le SA, utilizzando il pretesto dell'omosessualità di molti appartenenti al reparto, anche se le vere ragioni risiedevano nel timore del troppo potere che le SA avevano. Nei mesi successivi la persecuzione contro le persone omosessuali si inasprì, vennero promulgate leggi più severe, si ebbero i primi arresti e non è difficile immaginare che la lista di indirizzi sequestrata all'Istituto sia stata utilizzata per questa azione. Migliaia di arrestati vennero deportati nei campi di concentramento dove morirono a causa delle impossibili condizioni di vita e delle crudeli persecuzioni dei loro aguzzini. Altri, come John Henry Mackay, si suicidarono.
Uno dei volumi bruciati dai nazisti sull'Opernplatz era il lavoro del poeta ebreo Heinrich Heine; uno dei suoi versi più conosciuti è: «Dovunque si bruciano i libri, si finisce per bruciare anche gli uomini».

## Filmografia
- Rosa von Praunheim (regista), Magnus Hirschfeld - Einstein des Sex (Germania, 2001).  (Su Magnus Hirschfeld - In tedesco, con sottotitoli in inglese).